# اناکو (بازیگر)
اناکو (انگلیسی: Enako؛ زادهٔ ۲۲ ژانویهٔ ۱۹۹۴) خواننده، مدل (شخص)، و صداپیشگی در ژاپن اهل ژاپن است. وی از سال ۲۰۰۸ میلادی تاکنون مشغول فعالیت بوده‌است.